# Relações entre Angola e a União Soviética
As relações soviético-angolanas eram estreitas até que o governo angolano renunciou ao marxismo-leninismo em 1990 e adoptou uma política externa pró-ocidental. A estreita relação pessoal entre o Presidente Agostinho Neto e o líder cubano Fidel Castro complicou o envolvimento da União Soviética na Guerra Civil Angolana e frustrou várias tentativas de assassinato contra Neto.

## Guerra Civil Angolana
À medida que a presença portuguesa na província de Angola diminuía, o Movimento Popular de Libertação de Angola (MPLA), apoiado pela União Soviética e pelo Bloco de Leste, lutou contra a Frente Nacional de Libertação de Angola (FNLA), organização sediada na região dos congos (ao norte) e aliado dos Estados Unidos, da República Popular da China e do governo de Mobutu Sese Seko no Zaire. Os Estados Unidos, África do Sul e várias outras nações africanas também apoiaram a União Nacional para a Independência Total de Angola (UNITA) de Jonas Savimbi, cuja base étnica e regional se encontra nos ovimbundos, no centro de Angola.

## Década de 1980
Na década de 1980, os combates espalharam-se a partir do sudeste de Angola, onde a maior parte dos combates ocorrera na década de 1970, quando o Exército Nacional Congolês (ANC) e a Organização do Povo do Sudoeste Africano (SWAPO) aumentaram a sua actividade. O governo sul-africano respondeu enviando tropas de volta para Angola, intervindo na guerra de 1981 a 1987, levando a União Soviética a entregar grandes quantidades de ajuda militar de 1981 a 1986. Em 1981, Chester Crocker, secretário de Estado adjunto dos Estados Unidos para assuntos africanos, do recém-eleito presidente dos Estados Unidos, Ronald Reagan, desenvolveu uma política de ligação, ligando a independência da Namíbia à retirada cubana e à paz em Angola.

## Década de 1990
A Assembleia Nacional Angolana aprovou a lei 12/91 em maio de 1991, coincidindo com a retirada das últimas tropas cubanas, definindo Angola como um "Estado democrático baseado no Estado de Direito" com um sistema multipartidário. Os observadores encararam essas mudanças com cepticismo. O jornalista americano Karl Maier escreveu: "Na Nova Angola, a ideologia está sendo substituída pelos resultados financeiros, pois a segurança e a especialização em vendas de armamento tornaram-se um negócio muito lucrativo. Com a sua riqueza em petróleo e diamantes, Angola é como uma grande carcaça inchada e os abutres estão girando no alto. Os ex-aliados de Savimbi estão trocando de lado, atraídos pelo aroma de moeda forte."
Com a dissolução da União Soviética, em 26 de dezembro de 1991, Angola ficou sem seu aliado de maior peso. Posteriormente, os angolanos buscaram fortalecer sua relação com a Rússia, visto como o Estado sucessor soviético. As relações russo-angolanas sustentam-se principalmente em cooperação militar e técnico-militar.